# Ernst Strehlke
Ernst Strehlke (* 27. September 1834 in Berlin; † 23. März 1869, Berlin) war ein deutscher Diplomatiker und Archivar. Sein kurzes Leben widmete er der Geschichte des  Deutschen Ordens.

## Leben
Strehlke kam als zweiter Sohn des Gymnasialprofessors des  Köllnischen Gymnasiums Friedrich Strehlke und seiner Frau Antonie, geb. Weiß, zur Welt. Nachdem der Vater 1838 zum Direktor der Danziger Petrischule berufen worden war, besuchte Strehlke die väterliche Schule und das  Akademische Gymnasium Danzig. Dort stieß er auf Theodor Hirsch, der sein Interesse an der Geschichte Preußens weckte. Als Hirsch vom Danziger Magistrat mit der Neuordnung des Danziger Stadtarchivs beauftragt wurde, zog er Strehlke noch als Schüler zu den Arbeiten heran.

### Studium
Ab 1852 studierte Strehlke an der  Friedrich-Wilhelms-Universität zu Berlin. Er hörte bei den Philosophen Friedrich Adolf Trendelenburg und Karl Werder, den Philologen August Boeckh, Carl Eduard Geppert, Moriz Haupt und Martin Hertz, den Historikern Ernst Curtius, Siegfried Hirsch, Rudolf Köpke, Leopold von Ranke und Wilhelm Wattenbach, den Germanisten Friedrich von der Hagen und Hans Ferdinand Maßmann, den Rechtswissenschaftlern Heinrich Eduard Dirksen, Rudolf von Gneist, Adolf Helfferich und Carl Gustav Homeyer sowie dem Geographen Carl Ritter. Während seines Studiums war Strehlke Amanuensis an der Bibliothek der  preußischen Kriegsschule. Wegen seines beginnenden Lungenleidens gab er den Berufswunsch Lehrer auf. Eine Abhandlung zu Heinrich III. unter dem Titel Gesta Henrici III imperatoris wurde 1854 preisgekrönt. 1856 wurde er in Berlin mit einer Inaugural-Dissertation über diesen Herrscher zum Dr. phil. promoviert.
Er widmete sich dem unvollendeten Werk von Heinrich Wilhelm Schulz über die mittelalterlichen Kunstdenkmäler Unteritaliens und half Ferdinand von Quast bei der Herausgabe. Finanziert wurde das aufwändige Unternehmen von Schulz’ Bruder Karl Wilhelm. Strehlke allein besorgte Auswahl und Kritik des Urkundenbuchs mit 484 Dokumenten. Auch einige Zeichnungen für die in den Textbänden eingedruckten Holzschnitte stammen von ihm. Dennoch fehlte sein Name auf dem Titelblatt des Ostern 1860 erschienenen Werkes, dem er sich während der Jahre 1856–1860 mit jugendlicher Begeisterung gewidmet hatte: Denkmäler der Kunst des Mittelalters in Unteritalien von Heinrich Wilhelm Schulz. Nach dem Tode des Verfassers herausgegeben von Ferdinand von Quast (Dresden 1860, 4 Bände Text und Urkundenbuch in gr. 4°, nebst Atlas von 100 Kupfertafeln in größtem Folio).

### Geheimes Staatsarchiv
1860 trat Strehlke in das  Kgl. Geh. Staatsarchiv ein. Seit Herbst 1861 Geh. Archivsekretär, hatte er zunächst Regesten der Mark Brandenburg anzulegen. Daneben erstellte er das Repertorium der Urkunden des Oberpräsidiums der Provinz Posen; aus ihnen ging das Staatsarchiv Posen hervor. Nach einem vergeblichen Genesungsurlaub am Genfersee starb Strehlke mit 34 Jahren im heimatlichen Berlin.

### Scriptores rerum Prussicarum
Strehlkes bleibende Leistung liegt in der Herausgabe der  Geschichtsquellen für den Deutschordensstaat. Im 1. Band ist die bis dahin nur in Bruchstücken gedruckte Reimchronik von Nikolaus von Jeroschin aufgearbeitet. Der 2. Band enthält die von Strehlke in Danzig gefundene livländische Chronik Hermann von Wartberges. Im 3. Band sind die ebenfalls neuentdeckten  Thorner Annalen in Verbindung mit der Chronik von Johann von Posilge und  Detmars Lübischer Chronik herausgegeben. Der 4. Band erschien postum und brachte die Banderia Prutenorum von Jan Długosz, der 5. Band schließlich Aufzeichnungen zur Geschichte des Bistums Pomesanien.

## Werke
- Alterthümer des nördlichen Pommerellens. In: Neue Preußische Provinzial-Blätter, Andere Folge, Band 8, Königsberg 1855, S. 41–54.
- De Heinrici III imperatoris bellis Ungaricis. Dissertatio inauguralis historica. Inaugural-Dissertation, Berlin 1856. Vita S. 48 f. Digitalisat.
- Brief Abt Berno’s von Reichenau an König Heinrich III. In: Archiv für Kunde österreichischer Geschichtsquellen. Band 20, Wien 1858, S. 197–206. Digitalisat.
- Denkmäler der Kunst des Mittelalters in Unteritalien von Heinrich Wilhelm Schulz. Nach dem Tode des Verfassers herausgegeben von Ferdinand von Quast. 4 Bände Text und Urkundenbuch in gr. 4°, nebst Atlas von 100 Kupfertafeln in größtem Folio. Dresden 1860 (beteiligt, ohne Nennung auf dem Titelblatt).
- mit Theodor Hirsch (Hg.) und Max Toeppen (Hg.): Scriptores rerum Prussicarum. Die Geschichtsquellen der preußischen Vorzeit bis zum Untergange der Ordensherrschaft, 5 Bände. Leipzig 1861–1874. Neuauflage Frankfurt am Main 1965. Darin enthalten:
  - Di Kronike von Pruzinlant des Nikolaus von Jeroschin. Band 1, Leipzig 1861.
  - Zwei Fragmente einer kurzen Reimchronik von Preussen. Band 2, Leipzig 1863.
  - Kurze Preußische Annalen. 1190–1337. Band 3, Leipzig 1866.
  - Annales expeditialis Prussici. 1233–1414. Band 3, Leipzig 1866.
  - Franciscani Thorunensis Annales Prussici (941–1410). Band 3, Leipzig 1866.
  - Johanns von Posilge, Officials von Pomesanien, Chronik des Landes Preussen (von 1360 an, fortgesetzt bis 1419). Band 3, Leipzig 1866.
  - Zugleich mit den auf Preussen bezüglichen Abschnitten aus der Chronik Detmars von Lübeck. Band 3, Leipzig 1866.
  - Chronica terrae Prussiae 1029 (sc. 1098) – 1450. Band 3, Leipzig 1866.
  - Aus polnischen Annalen. Band 3, Leipzig 1866.
  - Über einen kürzlich aufgefundenen Siegelstempel Herzog Mestwins I. von Ostpommern. Band 3, Leipzig 1866.
  - Banderia Prutenorum. Band 4, Leipzig 1870.
  - Aufzeichnungen zur Geschichte des Bisthums Pomesanien. Band 5, Leipzig 1874.
- Hartmann’s von Heldrungen, Hochmeisters des deutschen Ordens, Bericht über die Vereinigung des Schwertordens mit dem deutschen Orden und über die Erwerbung Livlands durch den letzteren. Riga 1865. GoogleBooks.
- Über die Herkunft des Hochmeisters Winrich von Kniprode, in: Zeitschrift für Preußische Geschichte und Landeskunde, Band 5, Berlin 1868, S. 401–405. GoogleBooks.
- Tabulae Ordinis Theutonici (Urkundenbuch zur Geschichte des Deutschen Ordens), postum vollendet von Philipp Jaffé. 1869. GoogleBooks. Digitalisat.
- Urkunden Herzog Mestwins II. Aus dem Gräflich Krockow’schen Familienarchive zu Krockow. In: Altpreußische Monatsschrift, Band 8, Königsberg i. Pr. 1871,  S. 633–642.

als Herausgeber
- Hermann von Wartberge – Chronicon Livoniae (Die livländische Chronik Hermann’s von Wartberge).  Leipzig 1863 (Google Books)